# Gilbert Gaspard de Montmorin de Saint-Hérem
Gilbert Gaspard de Montmorin de Saint-Hérem de La Chassaigne (Lansac[Lequel ?], diocèse de Clermont, 6 juillet 1691 – Langres ou Paris, 19 mai 1770), est un prélat français du XVIIIe siècle.

## Biographie
Gilbert de Montmorin de Saint-Hérem de La Chassaigne, était le troisième fils de Joseph-Gaspard de Montmorin de Saint-Hérem de La Chassaigne (1659-1723) et de Louise-Françoise de Chevenon de Bigny (morte en 1700). Son père, d'abord cornette blanche du régiment Colonel, père de huit enfants, embrasse l'état ecclésiastique après son veuvage. Il fut vicaire général du diocèse de Vienne, puis évêque d'Aire.
Gilbert de Montmorin-de-Saint-Hérem, « si recommandable par ses grandes vertus », l'était aussi par sa haute naissance. La maison Montmorin, alliée à celles de France[réf. à confirmer], de Lorraine, de La Tour d'Auvergne, etc., a donné des archevêques et évêques, des gouverneurs de province et de maisons royales, des ambassadeurs, des généraux d'armée et des ministres du roi, des chevaliers du Saint-Esprit et de la Toison d'or,.

### Évêque d'Aire
Gilbert Gaspard avait été nommé coadjuteur de son père à l'évêché d'Aire en 1722, mais l'attachement qu'il portait à sa congrégation lui faisait différer de se faire sacrer. Les humbles fonctions de directeur du petit séminaire étaient plus de son goût que celles de l'épiscopat. Il fallut tout l'ascendant de son père pour le déterminer à aller recevoir l'onction épiscopale le 7 novembre 1723 des mains du cardinal de Bissy, évêque de Meaux. Le même jour et presque à la même heure qu'il était sacré évêque titulaire (in partibus) de Sidon, son père expira, de sorte qu'il se trouva être, avant de le savoir, non pas son coadjuteur, mais son successeur à Aire.
Le nouvel évêque d'Aire se fit remarquer dans son diocèse par les qualités les plus éminentes. « Une noble simplicité de manières », la modestie de son équipage, l'absence de tout luxe dans ses habits et dans ses meubles, un grand attrait pour l'oraison qui le portait à faire des visites fréquentes au Saint-Sacrement, même pendant les nuits d'hiver, des austérités, et avec cela une douceur qui lui gagnait tous les cœurs ; telles furent les vertus qu'il pratiqua durant les onze années de son épiscopat à Aire, et qui ne se démentirent point pendant les trente-six qu'il occupa le siège de Langres.

### Évêque-duc de Langres
Gilbert Gaspard de Montmorin de Saint-Hérem fut nommé à l'évêché de Langres le 1er décembre 1734. Il prend possession de l'évêché en 1735. « Des mœurs austères, une charité compatissante envers les malheureux, un grand zèle pour la foi, la vigueur et la fermeté pour la conserver intacte, sont les traits qui le caractérisent ». C'est ce prélat qui a institué, à Langres, l'exposition du Saint-Sacrement pendant la grand'messe et les vêpres de la fête de saint Pierre et saint Paul, avec la bénédiction qu'on donne après chacun de ces offices, à l'occasion de la bulle Unigenitus qu'il avait reçue avec autant de joie que de respect.
Avant de commencer la visite de son diocèse, il ordonne aux doyens ruraux de l'informer des abus qui peuvent exister, et de l'inobservance des lois en ce qui concerne les ecclésiastiques, l'instruction des fidèles, les églises, les bureaux de charité, etc. Sur l'invitation du roi, il ordonne une quête dans son diocèse en faveur des missionnaires capucins de Constantinople, dont le couvent avait été incendié.
En 1736, par ses Mandement et Règlement pour les visites pastorales des églises et paroisses, il renouvelle l'ordonnance de Sébastien Zamet, qui défend aux maîtres et maîtresses d'école d'enseigner sans l'approbation de l'évêque ou de ses vicaires généraux.
En 1737, le pays langrois cesse d'être frontière du royaume, par la réunion des duchés de Lorraine et de Bar à la couronne de France. Pour s'assurer de la capacité et de la « pureté de la foi » des prêtres de son diocèse, il révoque tous les pouvoirs donnés précédemment pour la confession et la prédication, et ne les renouvelle qu'après un examen subi devant lui-même ou ses vicaires généraux.
Les Oratoriens qui avaient repris en 1567 la direction du séminaire de Langres, étaient imprégnés des principes de Jansénius : dès le commencement de son épiscopat, l'évêque avait cherché les moyens d'arrêter les progrès de « la secte ». En 1738 il va droit « à la racine du mal » : ne pouvant les attaquer par le droit, parce qu'ils étaient puissamment soutenus ; de l'avis des jurisconsultes, il s'empare de la maison du séminaire par le fait et en détail : lorsque l'un des pères sortait de sa chambre, on s'y installait aussitôt. Le fond de l'affaire n'a jamais été jugé : c'est pourquoi le général de l'oratoire a toujours nommé depuis un supérieur du séminaire de Langres, qui n'en avait que le nom car l'évêque remplaçait les Oratoriens par des prêtres séculiers qui étaient à son choix et sous sa dépendance. Il sévit contre les jansénistes, et obtint du cardinal de Fleury, alors ministre, plusieurs lettres de cachet contre les ecclésiastiques les plus entêtés de son diocèse, entre autres contre quatre curés qu'on appelait les quatre évangélistes. Par sa fermeté et ses instructions, il parvient à « purger son diocèse des erreurs nouvelles ». Il avait fixé sa demeure dans un bâtiment qui communiquait immédiatement avec le séminaire, et qu'on appelait le « petit êvéché ».
Le prélat renouvelle, en 1740, une ancienne ordonnance pour qu'il fût réservé dans les cimetières un espace distinct et non bénit, où l'on devait enterrer les enfants morts sans avoir reçu le baptême. L'année suivante, il rend une autre ordonnance relativement à la discipline générale et particulière, à l'intégrité de la foi, à l'instruction des fidèles, etc. Il établit un bureau conciliateur pour les ecclésiastiques qui auraient entre eux quelques contestations ou procès.
Le 2 février 1742, il est reçu commandeur du Saint-Esprit lors de la promotion faite dans la chapelle royale du château de Versailles. Le même jour, sont admis dans l'Ordre : le cardinal de La Rochefoucauld et le duc de Penthièvre.
Le collège de Langres est incendié en 1744 : le prélat fait des dons considérables aux Jésuites pour le rétablissement de cette maison. Un frère jésuite nommé Mengrin fut le directeur des nouveaux bâtiments.
Le prélat renferme, en 1751, les reliques de saint Vorles dans une nouvelle châsse d'ébène, revêtue d'argent. Il ordonne que tous les vicaires subiront, chaque année, un examen sur les traités de théologie qui leur seront indiqués.
Un arrêt du parlement qui travaillait alors à la suppression de la congrégation des Jésuites, oblige l'évêque à rendre une ordonnance portant suppression des congrégations et confréries non patentées. Après la suppression de l'ordre des Jésuites en France, « par les efforts réunis de l'hérésie et de l'incrédulité ». Montmorin de Saint-Hérem fit part à ses diocésains, dans une lettre pastorale datée de 1763, « de la douleur dont il est pénétré par la dispersion des Jésuites » ; il dépeint ses alarmes sur les « suites déplorables qui doivent en résulter, et les prémunit contre les erreurs et l'irréligion dont il prévoit le règne ». Son attachement aux Jésuites a inspiré une satire à l'abbé Dulaurens
Louis XIV avait donné les revenus du prieuré de Saint-Geômes (Balesmes-sur-Marne) à l'abbaye Notre-Dame-aux-Nonnains de Troyes, qui se trouvait dans la pénurie : l'évêque obtient l'extinction du prieuré de Saint-Geômes où il n'y avait plus qu'un petit nombre de chanoines réguliers, ainsi que la réunion des bâtiments et de la mense des religieux à son séminaire. Il avait formé le projet d'établir dans ce monastère une maison de retraite pour les prêtres âgés et infirmes, d'y fixer le petit séminaire, et d'y faire aussi renfermer, pour un temps par forme de correction, les ecclésiastiques qui manqueraient à leurs devoirs. Dans cette vue, il fait construire un très-beau bâtiment dont il ne reste en 1844 qu'une faible partie : il fait ensuite poser les fondations d'une grande aile parallèle à l'église des Saints-Jumeaux ; mais ce dernier ouvrage resta au niveau du sol. Cet amalgame ne parut pas un projet praticable à son successeur : on vit cependant quelques prêtres infirmes se retirer dans cette maison.
À la distribution des onctions, faite à Langres en 1764, le prélat charge les doyens-ruraux, et les vice-doyens qu'il venait de créer, de distribuer aux curés et vicaires de nouveaux statuts relatifs à la discipline. On y distingue un article portant défense aux maîtres d'école de chanter aucun office public, tels que matines, vêpres, etc., à moins que le curé ou vicaire n'y préside ; et dans le cas où ceux-ci en seraient empêchés, il permet seulement de faire une prière en commun où l'on pourra chanter les litanies de la sainte Vierge, suivies d'une lecture désignée par le curé.
Gilbert de Montmorin, qui voyait l'incrédulité se répandre dans les villes de son diocèse, fait imprimer une « excellente » lettre pastorale sur la religion. Il permet aux doyens-ruraux, en 1768, d'approuver provisoirement les maîtres d'école. La même année, Montmorin de Saint-Hérem fait célébrer, d'après le vœu du roi, un service solennel dans tout son diocèse pour la reine qui venait de mourir.
Ce sage prélat avait établi une caisse de secours en faveur des incendiés : à cet effet, on faisait tous les ans une quête dans toutes les paroisses du diocèse ; l'état des dépenses et des recettes s'imprimait chaque année. Il faisait faire de fréquentes missions, et s'y transportait souvent lui-même, prêchant de parole et d'exemple. Il était vénéré à la Cour, et lorsqu'il paraissait, Louis XV avait coutume de dire à ses familiers : « Taisons-nous ou changeons de discours, voici l'évéque de Langres ». La famille royale l'honorait aussi de son estime et de son respect (l'abbé Proyart rapporte que madame Louise, avant de se faire religieuse, avait eu plusieurs entretiens avec l'évêque). Montmorin était aussi le parrain de mesdames Sophie et Victoire.
Le 19 mai 1770, Gilbert Gaspard de Montmorin de Saint-Hérem termine à Paris « des jours consacrés tout entiers au bien de la Religion : il avait puisé le zèle qui l'animait » dans la congrégation de Saint-Sulpice de Paris, dont il avait été membre et directeur du petit séminaire : il y fut inhumé. Son cœur devait être transporté au Val-Saint-Lieu, mais par un concours de circonstances, il resta à la cathédrale de Langres.

## Lignée épiscopale
1. Gilbert-Gaspard de Montmorin de Saint-Hérem de La Chassaigne (1723) ;
2. Henri-Pons de Thiard de Bissy (1692) ;
3. l'archevêque Hardouin Fortin de La Hoguette (1676) ;
4. l'archevêque François de Harlay de Champvallon (1651) ;
5. Nicolò Guidi di Bagno (1644) ;
6. Antonio (Marcello) Barberini (Sr.), O.F.M. Cap. (1625) ;
7. Laudivio Zacchia (1605) ;
8. Pietro Aldobrandini (1604) ;
9. Ippolito Aldobrandini (Sr.) (pape sous le nom de Clément VIII) (1592) ;
10. Alfonso Gesualdo di Conza (Gonza) (1564) ;
11. Francesco Pisani (1527) ;
12. Alessandro Farnese (pape sous le nom de Paul III) (1519) ;
13. Giovanni de’ Medici (pape sous le nom de Léon X) (1513) ;
14. Raffaele Sansone Riario (1504) ;
15. Giuliano della Rovere, pape sous le nom de Jules II (1481) ;
16. Francesco della Rovere, O.F.M. Conv., pape sous le nom de Sixte IV (1471) ;
17. Guillaume d'Estouteville, O.S.B..

## Armoiries
« De gueules, semé de molettes d' argent, au lion de même sur le tout. »